# Tills döden skiljer oss åt (1990)
Tills döden skiljer oss åt, svensk film från 1990.

## Om filmen
Filmen hade premiär den 16 november 1990.

## Rollista
- Johan Rudebeck
- Anne Sarkkinen